# Oignon de carbone

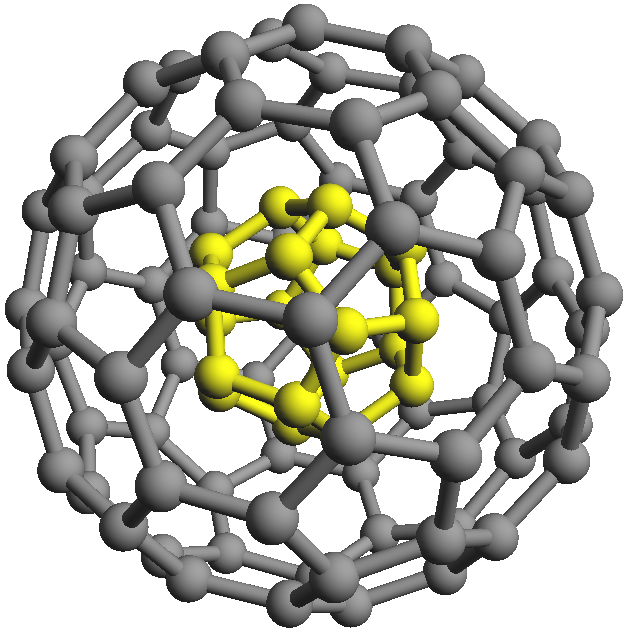
Oignon de fullerène à deux couches C_{20}@C_{80}. Le fullerène est montré en jaune à l'intérieur du fullerène en gris.

Les oignons de carbone sont des nanoparticules de carbone constituées de couches concentriques de molécules de fullerène. Le nombre de couches est variable, les plus grands oignons de carbone obtenus en possèdent presque 100.

## Historique
À la suite de la découverte initiale des fullerènes, Kroto et MacKay envisagèrent de façon théorique la formation de fullerènes multicouches (communément appelés « oignons de carbone »). L'existence de telles structures demande une succession de couches présentant une même symétrie et séparées d'une distance proche de celle existant entre les plans du graphite.
En 1992, au cours d'une étude des structures formées à l'aide d'un mélange de nanotubes, de nanoparticules et de carbone amorphe, Ugarte observe par HRTEM une évolution très surprenante : en utilisant un faisceau électronique de très forte densité, une transformation morphologique des nanotubes et des nanoparticules intervient progressivement jusqu'à la formation de particules quasi sphériques.
La présence d'oignons de carbone dans l'espace a été supposée pour expliquer le spectre d'absorption de la poussière interstellaire à 217,5 nm et confirmée en 2004.

## Propriétés
Pour pouvoir former un oignon de carbone stable, la distance entre deux couches successives de fullerène doit être sensiblement égale à la distance entre les plans [001] du graphite, soit environ 3,4 Å. C'est le cas des familles de fullerènes formés de 60n2 ou 20n2 de carbone où n est un entier naturel, comme l'oignon à trois couches (n=3) basé sur C60, de formule C60@C240@C540.
Zwanger et Banhart ont montré par des études de microscopie électronique à haute résolution que l'orientation relative des couches est aléatoire et la structure des oignons de carbone est désordonnée.
Sous certaines conditions, lorsque les oignons sont portés à une température de l'ordre de 700 °C et bombardés par des électrons, les couches internes subissent un réarrangement structurel et se transforment en diamant. En effet, dans ces conditions les oignons se contractent et la distance entre deux couches successives change de façon graduelle : le rapprochement des couches externes est relativement faible, alors que la distance entre deux couches internes peut se réduire jusqu'à 2,2 Å, donnant lieu à de très hautes pressions dans le cœur de l'oignon. À l'inverse, des nanoparticules de diamant isolées recuites se transforment en oignons de carbone sphériques.

## Synthèse
Le mode de croissance des oignons de carbone est mal connu mais ils sont maintenant[Quand ?] fabriqués par différentes méthodes : 
- bombardement électronique ;
- chauffage de suie de carbone ;
- implantation d'ions de carbone dans des substrats polycrystallins de cuivre ou d'argent portés à haute température.

Cette dernière méthode semble être la plus prometteuse puisqu'elle permet d'obtenir des films minces d'oignons de carbone avec un certain contrôle de la taille et une distribution de la forme relativement étroite.